# Namibit
Namibit ist ein selten vorkommendes Mineral aus der Mineralklasse der „Phosphate, Arsenate und Vanadate“. Es kristallisiert im monoklinen Kristallsystem mit der chemischen Zusammensetzung Cu(BiO)2[OH|VO4] und ist damit ein Kupfer-Bismutoxid-Vanadat mit zusätzlichen Hydroxidionen.
Namibit entwickelt meist tafelige oder dendritische Kristalle und pseudomonokline Zwillinge, die zu radialstrahligen bis kugeligen Mineral-Aggregaten verbunden sind. Die durchscheinenden Kristalle können je nach Fremdbeimengung von dunkelgrüner, olivgrüner oder grünlichschwarzer Farbe sein, auf der Strichtafel hinterlässt das Mineral jedoch immer einen pistaziengrünen Strich.

## Etymologie und Geschichte
Erstmals entdeckt wurde Namibit in den Hohlräumen drusiger Quarz-Adern in der Kupferlagerstätte nahe der Gemeinde Khorixas (ehemals Welwitschia) in der namibischen Region Kunene. Beschrieben wurde das Mineral 1981 durch Oleg von Knorring (1915–1994) und Thure Georg Sahama, die das Mineral nach der Namibwüste benannten, aus der die Fundregion zum großen Teil besteht.
Das Typmaterial wird in der University of Leeds in England und der Universität Helsinki in Finnland aufbewahrt.

## Klassifikation
Bereits in der veralteten, aber teilweise noch gebräuchlichen 8. Auflage der Mineralsystematik nach Strunz gehörte der Namibit zur Mineralklasse der „Phosphate, Arsenate und Vanadate“ und dort zur Abteilung der „Wasserfreien Phosphate, mit fremden Anionen F, Cl, O, OH“, wo er zusammen mit Attakolith, Bertossait, Karminit, Leningradit, Paganoit, Palermoit und Sewardit die unbenannte Gruppe VII/B.28 bildete.
Die seit 2001 gültige und von der International Mineralogical Association (IMA) verwendete 9. Auflage der Strunz’schen Mineralsystematik ordnet den Namibit ebenfalls in die Abteilung der „Phosphate usw. mit zusätzlichen Anionen; ohne H2O“ ein. Diese ist allerdings weiter unterteilt nach der relativen Größe der beteiligten Kationen und dem Stoffmengenverhältnis der zusätzlichen Anionen (OH etc.) zum Phosphat-, Arsenat- bzw. Vanadatkomplex (RO4), so dass das Mineral entsprechend seiner Zusammensetzung in der Unterabteilung „Mit ausschließlich mittelgroßen Kationen; (OH usw.) : RO4 ≤ 1 : 1“ zu finden ist, wo es als einziges Mitglied die unbenannte Gruppe 8.BB.50 bildet.
Auch die vorwiegend im englischen Sprachraum gebräuchliche Systematik der Minerale nach Dana ordnet den Namibit in die Klasse der „Phosphate, Arsenate und Vanadate“ und dort in die Abteilung der „Wasserfreien Phosphate etc.“ ein. Hier ist er zusammen mit Urusovit in der unbenannten Gruppe 38.05.09 innerhalb der Unterabteilung „Wasserfreie Phosphate etc., mit verschiedenen Formeln“ zu finden.

## Kristallstruktur
Namibit kristallisiert triklin in der Raumgruppe P1 (Raumgruppen-Nr. 2) mit den Gitterparametern a = 6,210(1) Å; b = 7,398(1) Å; c = 7,471(1) Å; α = 90,10(1)°; β = 108,73(1)° und γ = 107,47(1)° sowie zwei Formeleinheiten pro Elementarzelle.

## Eigenschaften
Das Mineral ist leicht löslich in kalter, verdünnter Salzsäure.

## Bildung und Fundorte

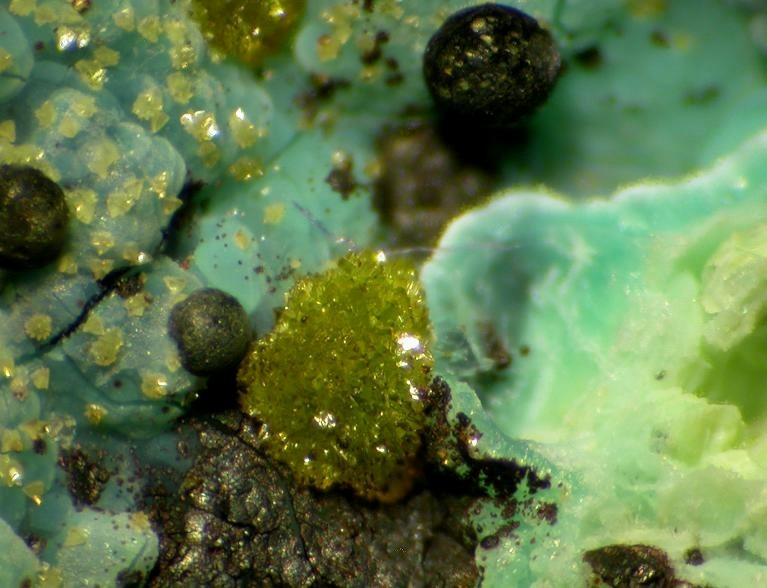
Büscheliges Eulytin-Aggregat (gelblichgrün) mit kugeligem Namibit (dunkelgrün) und tetraedrischen Eulytinkristallen (gelblich) auf Chrysokoll aus dem Steinbruch Hechtsberg (Hausach), Baden-Württemberg, Deutschland (Sichtfeld 3 mm)

Namibit bildet sich sekundär in bismuthaltigen, hydrothermalen Polymetall-Lagerstätten und granitischen Pegmatiten. Neben gediegen Bismut und verschiedenen Bismutmineralen wie Bismit, Bismutit, Bismutostibiconit und Bismutoferrit können als Begleitminerale unter anderem noch Wittichenit, Klinobisvanit, Pucherit, Beyerit, Schumacherit, Mixit, Eulytit, Chrysokoll auftreten.
Als seltene Mineralbildung konnte Namibit nur an wenigen Fundorten nachgewiesen werden, wobei bisher (Stand 2014) rund 30 Fundorte bekannt sind. Neben seiner Typlokalität Khorixas, genauer der nahe gelegenen Grube „Mesopotamia 504“, trat das Mineral in Namibia noch bei Kandesei im Kaokoveld zutage.
In Deutschland wurde Namibit bisher in der Grube Clara bei Oberwolfach und dem Steinbruch Hechtsberg bei Hausach in Baden-Württemberg, im Pucherschacht des Wolfgangmaßen-Grubenfeldes bei Schneeberg im sächsischen Erzgebirge und der Grube „Arme Hilfe“ bei Ullersreuth in Thüringen gefunden.
Weitere bisher bekannte Fundorte liegen unter anderem in Australien, Japan, Kanada, Mexiko, Tschechien, England im Vereinigten Königreich (UK) sowie Arizona, Colorado, Kalifornien und Nevada in den Vereinigten Staaten von Amerika (USA).